# Diploaspididae
Diploaspididae ist eine ausgestorbene Familie aus der Ordnung Chasmataspidida (Chelicerata).

## Merkmale
Vertreter der Familie Diploaspididae waren kleine Chasmataspididas mit halbrundem, fast rechteckigem oder quadratischem Prosoma, einem aus gekrümmten Segmenten bestehenden Preabdomen, einem sich verjüngenden Postabdomen und einem kurzen Telson.

## Fundorte
Diploaspididae wurden in Europa (Deutschland und Schottland) und in Russland gefunden.

## Systematik
Ein Synonym zu Diploaspididae ist Heteroaspididae Størmer, 1972. Man unterscheidet zurzeit sechs Arten in fünf Gattungen:
- Achanarraspis Anderson, Dunlop & Trewin, 2000
  - Achanarraspis reedi Anderson, Dunlop & Trewin, 2000
- Diploaspis Størmer, 1972
  - Diploaspis casteri Størmer, 1972
  - Diploaspis muelleri Poschmann, Anderson & Dunlop, 2005
- Forfarella Dunlop, Anderson & Braddy, 1999
  - Forfarella mitchelli Dunlop, Anderson & Braddy, 1999
- Loganamaraspis Tetlie & Braddy, 2004
  - Loganamaraspis dunlopi Tetlie & Braddy, 2004
- Octoberaspis Dunlop, 2002
  - Octoberaspis ushakovi Dunlop, 2002